# Plakinja
Plakinja ili Palkonija (mađ. Palkonya, nje. Balken) je selo u južnoj Mađarskoj.
Zauzima površinu od 10 km četvornih.

## Zemljopisni položaj
Nalazi se na 45° 53' 48" sjeverne zemljopisne širine i 18° 23' 23" istočne zemljopisne dužine, u sjevernom podnožju Viljanske planine.  
Vakan je 3,5 km zapadno, Petra je 2,5 km sjeverozapadno, Devčar je 4,5 km sjeverno, Kaša je 4,5 km sjeverno-sjeveroistočno, Ivanj je 1,5 km sjeveroistočno, Jakobovo je 2 km istočno, Kovaš je 2 km jugoistočno, Aršanj je 3,5 km južno, Aršanjac je 2,5 km, a Veliko Selo je 4,5 km jugoistočno.

## Upravna organizacija
Upravno pripada Šikloškoj mikroregiji u Baranjskoj županiji. Poštanski broj je 7771.

## Povijest
Povijesni izvori spominju Palkoniju prvi put 1296. u oblicima Polkona, Polkuna.
Za vrijeme turske okupacije je Plakinja uvelike opustjela, no još uvijek je ostalo nešto stanovnika. S turskom vlašću su došli i muslimanski vjernici za koje je trebalo napraviti mjesto za molitvu. 1687. je zabilježeno da je nakon protjerivanja Turaka u selu bilo 8 kuća s ukupno 20 stanovnika.
Džamija je u dvjema dogradnjama 1773. i 1819. prepravljena u rimokatoličku crkvu, no to nije izmijenilo njen oblik iz turskog doba. Današnji barokni glavni oltar je donesen iz pečuške katedrale u Plakinju. 1816. je dograđen klasicistički crkveni zvonik čiju je izgradnju financirala obitelj Batthyány. Tom je prilikom crkva posvećena svetoj Elizabeti.
1730. izvori bilježe njemačke doseljenike te nekoliko doseljenih hrvatskih i srpskih obitelji.
Do 1950. je selo nosilo ime Nemethpalkonya, a onda je promijenilo ime u današnji oblik.

## Kultura
- festival Ördögkatlan
- selo je na mađarskim "vinskim putevima"
- Europsko selo kulture 2007.[3]

## Promet
Kroz južni dio sela prolazi željeznička pruga Pečuh – Viljan – Mohač.

## Stanovništvo
Plakinja (Palkonija) ima 303 stanovnika (2001.). Mađari su većina. Nijemci čine sedminu stanovnika i u selu imaju manjinsku samoupravu. U selu živi i nekoliko Hrvata. Preko 80% stanovnika su rimokatolici, više od desetine su kalvinisti.

## Vanjske poveznice
- (mađ.) Palkonya honlapja  Arhivirana inačica izvorne stranice od 31. ožujka 2009. (Wayback Machine)
- (mađ.) Európai borutak portál[neaktivna poveznica]
- (mađ.) a vendégváró.hu cikke  Arhivirana inačica izvorne stranice od 11. siječnja 2005. (Wayback Machine)
- (mađ.) Palkonya vasúti megállóhelye
- (mađ.) Légifotók Palkonyáról
- (mađ.) Plakinja (Palkonija) na fallingrain.com